# Parafia Wszystkich Świętych i św. Rocha w Gorzycach
Parafia Wszystkich Świętych i Świętego Rocha w Gorzycach jest jedną z 11 parafii leżącą w granicach dekanatu żnińskiego. Erygowana w XII-XIII wieku.

## Dokumenty
Księgi metrykalne: 
- ochrzczonych od 1884 roku
- małżeństw od 1874 roku
- zmarłych od 1884 roku